# Johann Abraham Ihle
Johann Abraham Ihle (* 14. Juni 1627 ev. Leipzig; † ~1699 ebenda) war ein deutscher Amateurastronom.
Ihle war Postangestellter in Leipzig und pflegte Briefkontakt zu Gottfried Kirch über seine astronomischen Beobachtungen. Er gilt als der Entdecker von Messier 22.